# قضاء طرابلس
قضاء طرابلس هو أحد أقضية محافظة الشمال الثمانية، وتعتبر مدينة طرابلس العاصمة الإدارية للمحافظة. تصل مساحته حوالي 27 كيلومترا مربعا. يحد القضاء من الشمال قضاء المنية - الضنية ومن الشرق قضاء زغرتا ومن الجنوب قضاء الكورة. الغالبية العظمى من سكان القضاء هم من المسلمين السُنَّة (حوالي 80%)، إلى جانب أقلية صغيرة من المسيحيين من الأرثوذكس والموارنة، وأقلية صغيرة من المسلمين العلويين.